# Taougrit
Taougrit' (em árabe: تاوقريت) é uma cidade e comuna localizada na província de Chlef, Argélia. Segundo o censo de 2008, a população total da cidade era de 45 000 habitantes.